# William Abner Eddy
 (janvier 2024).
Si vous disposez d'ouvrages ou d'articles de référence ou si vous connaissez des sites web de qualité traitant du thème abordé ici, merci de compléter l'article en donnant les références utiles à sa vérifiabilité et en les liant à la section « Notes et références ».
Pour les articles homonymes, voir Eddy.
William Abner Eddy (New York, 28 janvier 1850 - Bayonne, 1909) est un journaliste américain et l'inventeur du cerf-volant Eddy.

## Biographie
À partir de 1890, il travaille beaucoup sur les cerfs-volants diamant malais, dans le but de trouver la forme idéale leur permettant de voler sans queue, afin de voler plus facilement en train. En effet, il utilisait un montage en train où chaque cerf-volant avait une ligne indépendante prise sur la ligne principale, ce qui fait que les cerfs-volants du bas emmêlaient leur queue dans la ligne principale. La particularité du Eddy n'est pas la forme en diamant, mais sa capacité à voler sans queue, contrairement à ce que l'on peut lire sur de nombreux sites Web et livres.
Il fait breveter le Eddy en 1898. Son invention intéressera les scientifiques (observatoire Blue Hill de Boston en 1894), et fait des photographies aériennes (première mondiale à Bayonne en 1895). Un train de Eddy atteint l'altitude de 7 800 m en 1910. 
En 1898, avec un certain Wise, il parvient à échanger des signaux lumineux sur une distance de 15 km au moyen d'un cerf-volant élevé à 150 m entre Governor's Island et New-Jesey-Oval, dans le New Jersey.

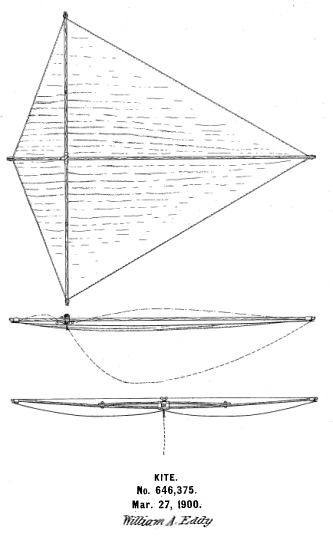
Le plan

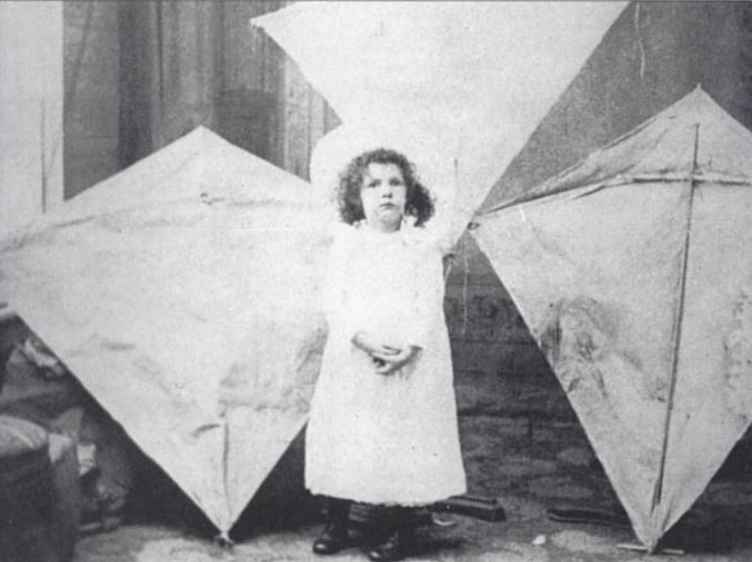
Margaret Eddy avec les cerfs-volants de son père.